# 계몽시대

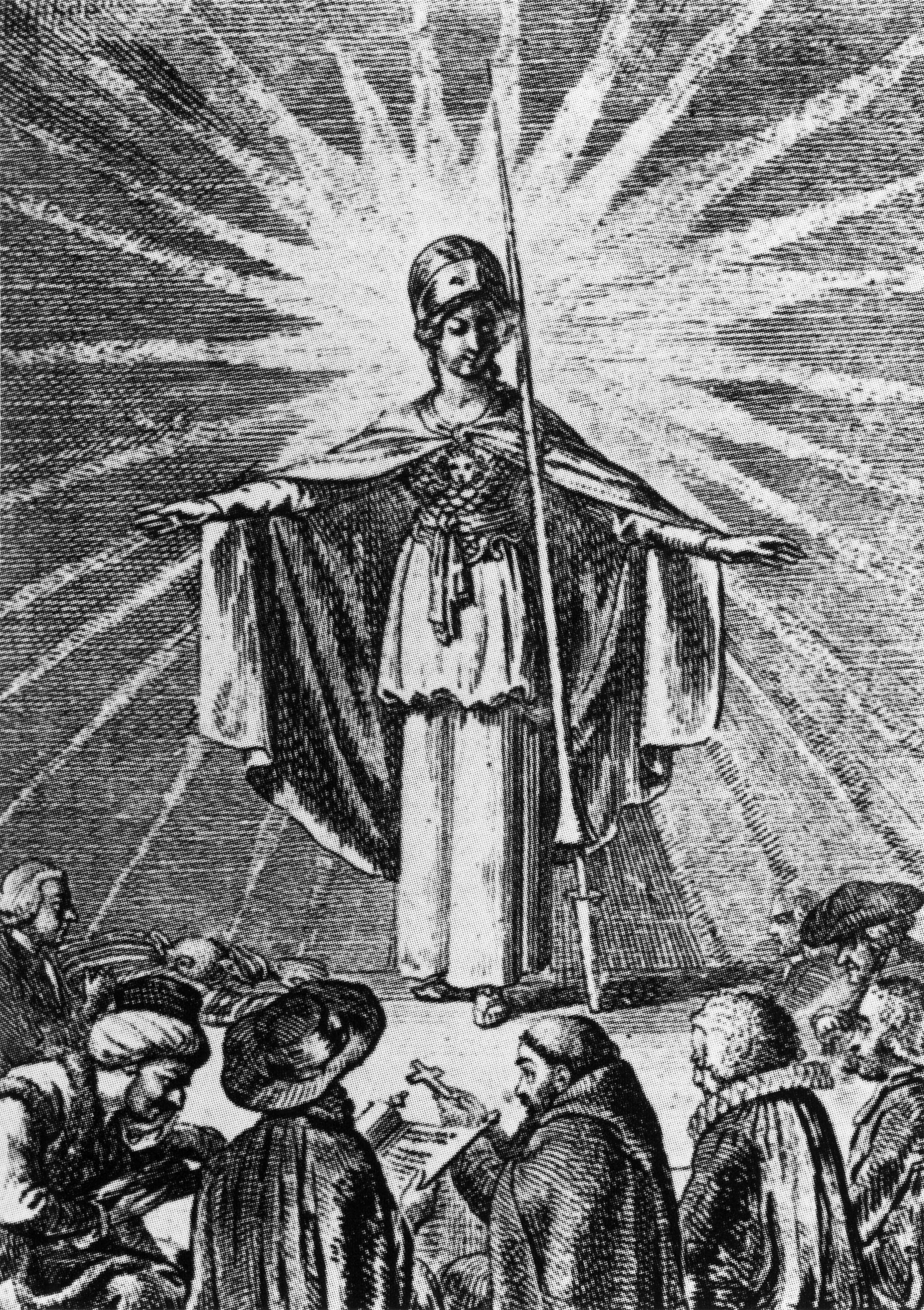
계몽의 순간에 지혜의 신인 로마의 여신 미네르바가 빛을 비추는 동안 전세계의 종교들이 회합함, 다니엘 호도비에츠키(Daniel Chodowiecki) 1791년 작

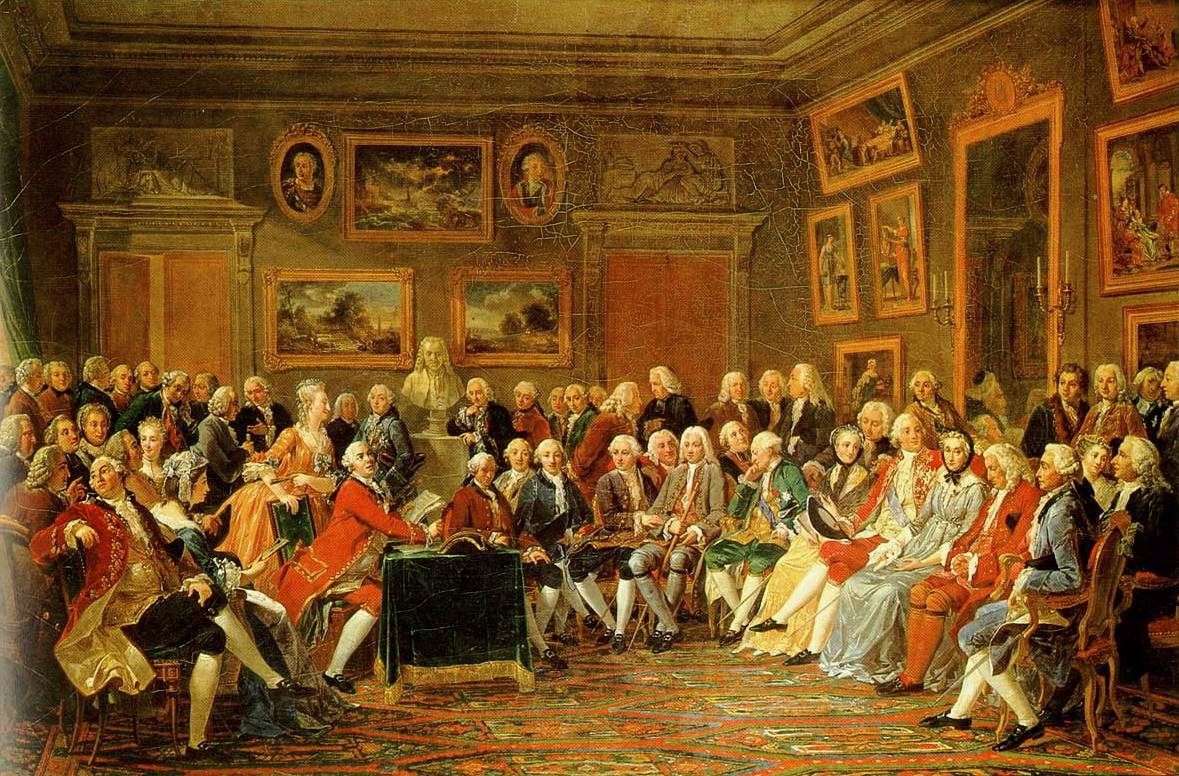

계몽시대(啓蒙時代, 프랑스어: Siècle des Lumières→빛의 세기, 영어: Age of Enlightenment)란 유럽과 신세계가 계몽주의라는 광범한 사회진보적, 지적 사상운동에 휩싸였던 17세기, 18세기를 말한다.
계몽주의는 이성주의와 경험주의을 바탕으로 하고 있으며, 인간의 진보을 지향하고 있으며, 미신보단 과학을, 권위주의보다는 개인의 자유를, 특권보다는 평등한 권리와 교육을 지향하였다. 이 계몽주의는 1760년경 이후 강력히 대두되게 된다. 계몽주의 사상가들은 인간은 이성으로 적법성을 판단할 수 있으며, 이성은 지적 판단의 기준이라고 주장했다.
독일과 영국, 프랑스, 네덜란드, 이탈리아, 스페인, 포르투갈 등지에서 거의 동시에 이런 움직임이 일어났지만, 대서양 주변 국가에서 일어난 각종 혁명을 통해 본격적으로 수면 위로 떠올랐다. 폴란드-리투아니아 연방, 러시아, 스칸디나비아를 비롯한 다른 유럽 국가들도 이런 움직임을 따랐으며, 라틴 아메리카 역시 아이티 혁명을 통해 이런 움직임에 동참했다. 미국 독립 선언과 영국 권리 장전, 프랑스 인권 선언, 폴란드-리투아니아 연방에서 제정한 1791년 5월 3일 헌법은 계몽사상의 영향을 받아 만들어졌다.
"계몽주의" 또는 "계몽주의 시대" 라는 용어는 어떤 하나의 운동이나 사상을 뜻하지는 않는다. 여기에 속하는 사상가들은 서로 충돌되는 것을 주장하기도 했고, 매우 다양한 견해를 가지고 있었다. 계몽주의는 어떤 사상의 집합체라기보다는 가치의 집합체에 더 가까웠다. 전통적 관습, 의례, 도덕에 대한 비판적 사고가 계몽주의의 핵심이었다. 따라서 여러 대립하는 철학 사이에도 비슷한 부분이 상당했다. 심지어 계몽주의에 반대했던 철학자들까지 계몽주의의 일부로 보기도 한다. 하지만 이 "이성의 시기"는 보통 계몽주의 사상의 전주곡으로 여겨진다.

## 계몽주의의 뜻
'Enlightenment'(프랑스어: Lumières, 독일어: Aufklärung)를 번역한 한자어 계몽(啓蒙)이란 인간의 어리석음을 깨우친다는 뜻을 지니고 있으며 Enlightenment 사상의 다만 한 부분을 대변하고 있다고 볼 수 있다. 한자어 번역이 대개 그렇듯, 이 번역은 한국어로 뚜렷한 뜻을 전달해 주고 있지는 않다. 한편, 칸트는 인간이 미성숙으로부터 벗어나 타인의 지도 없이 이성적으로 사는 것 또는 미완성 상태에서 완성태로 나아가는 것을 계몽이라 했다.
17, 18세기 유럽에서 일어난 이른바 계몽사상은 인간이 이룩한 문화와 문명에 고취되어 인간의 지성 혹은 이성을 바탕으로 문화와 문명을 진보, 발달 시키려는 사상 또는 그러한 행동을 포함하는 적극적인 상태를 가리키는 말이다.다시 말해 인간의 지성 혹은 이성의 힘으로 자연과 인간 관계, 사회와 정치문제를 객관적으로 관찰해서 명료하고 자명한 보편적 진리를 발견하고 낙관적으로 발전시키려는 시대 정신이라고 볼 수 있다. 계몽사상은 이와 같은 정신으로 인간의 존엄과 평등, 자유권을 강조함으로써 유럽의 중세 시대를 지배한 전제군주와 로마 가톨릭교회와 신학의 족쇄로부터 인간 이성의 해방을 주장했다.
계몽사상의 의의는 국가·정부의 역할을 결정적으로 바꾸었다는 것이다. 정부가 더 이상 목적이 아니라 국민의 권리를 보장하고 유지하기 위해 존재하는 민중의 수단이 되어야 한다고 한 것이다. 인간의 권리와 행복을 보장하기 위해 만들어진 국가는 당연히 국민의 동의를 받지않고는 존재할 수 없다. 국가가 그 책임을 다하지 않고 민의를 배반한다면 민중은 혁명적인 저항권을 발동해 국가를 교체, 폐지할 수 있다. 이런 연유로 계몽사상은 17, 18세기 시민혁명에 지대한 영향을 끼치고 새로운 시대를 열게 한 것이다. 이 노력의 첫 장을 연 철학자로는 영국의 경험론 철학자 존 로크를 손꼽을 수 있다. 이후 계몽주의는 프랑스와 독일에서 백과전서파 (디드로, 볼테르), 루소와 칸트에 영향을 주어 이후 사상들의 출현에 기여했다.

## 계몽주의의 특징
브리태니커 백과사전 편찬위원회는 《근대의 사상》이라는 책에서 계몽주의의 특징으로 '이성 관용 자율 인권이라는 개념, 사회ㆍ정치에 대한 과학적 방법의 적용, 인간의 진보를 가로막는 미신과 로마 가톨릭교회 성직자들의 권력에 대한 거부' 등을 꼽았다. 즉 계몽주의는 절대 왕정과 강력했던 로마 가톨릭교회의 절대 진리에 대한 도전이었다. 계몽사상가들은 그러한 권위의 원천들을 부정하고 대신 그 자리에 이성과 자유로운 탐구라는 새로운 깃발을 세워야 한다고 주장했다. 계몽주의 철학자들은 인류 역사가 진보의 기록이라 여겼다.

## 프랑스의 계몽사상
프랑스의 계몽사상은 프랑스 혁명 이전에 시작되었다. 몽테스키외, 볼테르, 루소, 디드로, 엘베시우스(Claude Adrien Helvétius)등 백과전서파들이 주도하였다.
계몽사상은 프랑스 혁명의 계기가 되었으며 민중들에게 지배 계급의 착취와 억압은 하늘이 정한 것이 아니라 혁명을 통해 깨부수어야 한다는 강한 사회 개혁 의지를 심어주었다. 민중들의 이러한 사회의식은 프랑스 혁명의 원천이 되었으며, 지금도 민중들이 그들을 억압하는 권력에 저항할 수 있다는 저항권을 대부분의 유럽 국가들이 헌법에 명시함으로써 존중되고 있다.
볼테르나 몽테스키외, 디드로는 앙시앵 레짐(舊制度) 사회에 고착하는 종교적 편견, 사회적 기성관념에 비판을 가했는데, 특히 볼테르는 이신론(理神論), 종교적 관용(寬容)을 가지고 교회에 대한 공격을 실시했으며, 몽테스키외는 신랄한 사회ㆍ문명 비판을 전개했다. 이 기간, 데카르트의 이성(理性)은 정적(靜的)인 진리의 선험적(先驗的)인 보유자라는 성질에서 기능적인 진리의 추구자라는 성질로 변했으며, 한편에서는 영국에서 뉴턴 물리학의 경험주의, 로크의 감각론 등이 수입되어 프랑스 계몽주의 철학 형성에 영향을 주었다.
1748년 몽테스키외의 《법의 정신》이 발표되는 해는 프랑스 사회의 경제 번영, 경제 자유주의의 성장을 배경으로 계몽주의의 결전 개시기라 불린다. 앙시앵 레짐 사회에 대한 자연법(自然法)이나 사상적·정치적 입장에서의 비판은 차츰 체계화되어, 1752년에는 ⟪백과전서(百科全書)⟫로서 결실을 보았다. 이 시기의 철학자 가운데는 콩디약, 엘베시우스, 라메트리 등과 같이 감각론, 이신론의 입장에서 유물론, 무신론으로 발전하는 경우가 나타났다. 한편 정치 비판은 루소의 ⟪사회계약론⟫과 같이 전체 사회 질서에서 국가의 기본 원리로 거슬러 올라가는 것도 있었다.
1770년경 이미 계몽주의는 시대의 지배적인 이데올로기가 되어, 미국 혁명이나 프랑스를 방문한 프랭클린(1707-1790)의 정치적 활동의 영향 등에서 자극을 받아 사회·정치 변혁의 이론적 방향을 잡기 시작했다. 모루레(1727-1819)나 마블리(1709-1785) 등이 이 세대이며, 자연법을 하나의 구체적 목표로 하고 공동 소유의 사회를 상정하게 되었다. 프랑스 혁명 직전, 철학은 전국의 개명적(開明的) 부르주아를 사로잡아 '생각하는 대중'을 조성하는 것으로써 실천적인 변혁의 사상이 되었다. 혁명 의회에서 전개되는 모든 정치사상은 이미 계몽주의에 원형으로서 내포된 것이며, 그것이 전쟁이나 경제 위기, 정치적 역관계(力關係)를 계기로 전개된 것이다. 19세기 전반기 계몽주의의 인식론, 과학론, 역사론은 콩트의 실증주의에 계승되었고, 한편 보편적 이성(理性)에의 신뢰는 루아이에 코랄, 주프로와(1796-1842) 등에 계승되었다.

## 영국의 계몽사상
넓은 의미로서의 영국 계몽철학은 17세기 초의 프랜시스 베이컨에서 18세기 말의 애덤 스미스, 제러미 벤담에 이르는 경험론의 철학과 거의 같다고 해석되는데, 좁은 뜻으로는 존 로크에서 스미스까지의 18세기 철학을 총칭한다. 그 가운데서 신학적으로는 이성의 우위(優位)를 설명하고 후에 무신론으로 경사(傾斜)를 보인 이신론(理神論)의 흐름(앤서니 콜린스, 존 톨런드, 샤프츠베리 제 삼공작)이 있고 도덕철학으로서는 인간에 내재(內在)하는 모랄센스를 강조하는 도덕감학파(道德感學派, 샤프츠버리)와 유물론에의 경향을 가진 공리주의(데이비드 하틀리, 조셉 프리스틀리, 버너드 맨더빌)가 대립되어 있으며, 인식론으로서는 경험과 감각을 중시하는 경향(흄)이 나타났다. 흄은 회의론(懷疑論)에 빠졌는데 이것은 오히려 예외적이며, 대세(大勢)는 도덕감을 강조하든 이기심(利己心)을 강조하든간에 밝은 낙관론(樂觀論)과 인간 중심주의를 가지고 있었다. 그러나 프랑스 계몽사상과 같은 사회 비판은 없고, 온건하고 현상(現狀) 긍정적이며, 이 점에 영국 계몽사의 특징이 있다고 하겠다. 단지 샤프츠버리에서 프랜시스 허치슨을 거쳐서 존 밀러나 애덤 퍼거슨에 이어지는 소위 스코틀랜드 역사학파에는 역사적 관점에서의 사회 비판이 나타났고, 18세기 말에는 차츰 첨예화하는 경향이 생겼다.

## 독일의 계몽사상
독일은 당시 시민사회의 발달이 미미했기에, 프랑스의 계몽사상의 활발한 전개에 영향을 받았는데, 프랑스와는 다르게 독자적으로 발달했다는 특징이 있다.
계몽주의가 유럽 전역에 퍼지던 17세기에 프로이센은 문화적인 관점에서는 유럽의 변방이라고 할 수 있었다. 이미 언급한 바와 같이 프리드리히 2세는 계몽 사상가인 볼테르와 친밀한 관계를 유지하였지만와의 서신 교환이 프랑스 어로 이루어진 점, 그 외에 많은 예술가와 문인, 학자들과도 프랑스 어로 이야기하였다는 사실이 이를 입증한다. 국왕을 중심으로 한 프로이센의 문화,예술은 독일적인 것이 아니라 프랑스적인 것이었다.
그러나 문화, 예술,학문 분야에서의 서유럽 선호 현상은 시간이 지나면서 독일적인 것으로 서서히 변화된다. 독일인 중에서도 새로운 사상과 예술을 대표하는 인물이 등장하게 되었다. 서유럽에서 철학과 정치 이론 부문에서 뉴턴의 자연 과학적 사고 방식이 널리 퍼지면서 등장한 계몽주의 철학이 독일에서 확고하게 자리를 잡은 것은 칸트(1724~1804)가 살았던 시기였다.

### 독일 계몽주의의 발달
독일의 계몽주의는 영국이나 프랑스의 계몽주의보다 늦게 나타는데, 다른 유럽 국가들과 다른 방향으로 발전했다. 당시 독일은 300여 개의 국가들이 신성로마제국이라는 형태 안에 연방국가로 유지되고 있었다. 프랑스의 영향을 받아 당시에 외국문화가 독일인들의 생활과 사상에 깊숙이 침투하고 있을 때, 계몽주의는 외국 문화에 대한 반발로 표출되었다. 계몽주의는 다른 나라의 것을 모방하는 것에 벗어나 다양한 문화들을 수용하고 발전시키면서 독일 내에서 전성기를 맞이한다. 인간의 사고가 기존의 종교적 규범에서 벗어나 자유로운 형태로 발전하면서 계몽주의는 더 나아가 세상에 대한 비판적인 사고를 강조한다. 계몽주의 시대의 문학 또한 인간의 합리적 이상에 도달하기 위한 목적을 가진 것으로 간주되며, 이성과 법칙을 중요시 여겼다.
여기에서 주목해야 할 것은 프랑스나 영국의 계몽주의가 국가를 대표하는 사상으로 발전하여 근대 시민 혁명의 이론을 제공한 것에 비해, 독일의 계몽주의는 혁명의 원리와 결합되지 않았다는 사실이다. 이것은 이러한 사상을 받아들이고 실천할 수 있는 시민 세력이 상대적으로 미약하였던 데에서 기인한다고 할 수 있다. 독일, 특히 프로이센의 계몽주의는 점진적으로 사회를 변화시키는 장기적인 사상으로 자리를 잡아 나갔다고 할 수 있다. 또, 계몽주의를 받아들인 중심 계층에 자신을 '국가 제일의 공복'으로 자처한 프리드리히 2세와 같은 군주가 있었다. 이들에게 있어 계몽주의는 국가 혁명의 원리가 아니라 영국과 프랑스와 같은 강력한 국가 건설을 위한 서구화의 일환이었다.
절대적인 권력을 행사하는 군주제 국가에서 일반적으로 나타나듯이 프로이센의 계몽주의도 프리드리히 대왕의 사망과 함께 그 성격이 변화하였다. 프리드리히 대왕 사후 프로이센의 계몽주의는 국가와 사회를 변혁시키는 실천적인 성격을 상당 부분 상실하고, 보다 관념적인 성격을 띠게 되었다. 이와 같은 경향은 대표적인 계몽주의 철학자인 칸트의 사상에서도 나타난다. 이미 초기의 독일 계몽 철학자들은 형이상학적 종교론이나 경건주의 신앙 등에 천착하는 경향이 있었는데, 칸트의 철학 세계도 계몽주의를 공적 생활과 사적 생활을 철저히 구분지음으로써 시민 정신의 자유로운 발현보다는 시민의 교양으로서 특수화하는 데 기여하였다.

### 독일의 계몽주의와 문학
무엇보다 독일의 계몽주의는 문학에 결과적으로 가장 큰 영향을 끼쳤다. 계몽주의가 확산되면서 지나치게 규율들에 얽매이게 되어 인간의 합리적 이상에 도달하고자 하는 본연의 목적도 상실하게 되었으며, 문학에서도 작품의 내용보다 법칙들을 더 우선시하게 되어 인간의 감정에 대해 소홀하게 되었다. 이성만으로는 인간 내면의 복잡하고 깊은 심리를 표현하기 어려웠고, 감정을 나타낼 수가 없었다. 계몽주의의 문학은 인간의 다양한 행동 양식이나 감정을 표현하고, 그러한 것들에 대해 공감하고 소통하고자 하는 문학의 본래 목적과 점점 멀어져 갔다. 계몽주의의 문학은 기쁨이나 슬픔 같은 인간의 심리를 억압하는 경향을 보여주기도 했다. 몇몇 작가들은 이러한 분위기에 대해 비판의 목소리를 내고, 새로운 경향의 작품을 저술하여 사회 분위기를 바꾸고자 한다. 이 때 나타난 운동이 인간 본연의 감정을 중시하던 질풍노도 운동(Sturm und Drang)이며, 젊은 시절의 괴테와 쉴러가 대표적인 작가이다.

## 이탈리아의 계몽주의
이탈리아는 바티칸이 자리 잡고 있는 위치상 가톨릭 교회의 직접적인 영향으로 사상적으로 낙후되어 있는 지역이었다.
브리태니커 백과사전 편찬위원회는 《근대의 탄생》에서 '이탈리아의 지적 활동은 펼쳐지지 않는 책 같은 상태'라고 표현할 정도이다. 이 곳의 계몽주의 운동은 작고 고립된 그룹들로 파편화되어 나타났다.계몽주의 운동 지지자들은 정치철학에 '최대다수의 최대행복'이라는 공리주의 슬로건을 도입했다. 이탈리아의 계몽주의의 대표주자는 체사레 베카리아(Cesare Beccaria)였다. 그는 형사재판 제도의 개혁을 다룬 《범죄와 형벌,(Dei delitti e delle pene)》을 썼다. 이 책은 형벌을 규제하는 원리들에 대한 최초의 체계적 진술로 평가되고 있다. 베카리아는 고문과 참수형을 비판하고 종교적 죄를 범죄로 취급하는 가톨릭 교회에 의문을 제기했다. 이러한 그의 노력은 훗날 사형제도의 폐지 등 인권 신장에까지 크게 영향을 미쳤다. 또 루이지 갈바니, 알렉산드로 볼타 같은 과학자들이 있다.

## 스페인의 계몽주의
스페인은 종교가 사상의 자유를 억압하는 교과서적인 나라였다. 가톨릭 교회가 운영하는 종교재판소로 개신교인들이나 계몽주의 철학이 발붙일 곳이 없었다.
하지만 스페인에서 카를로스 3세의 박애적인 통치 아래서 조금씩 주요 개혁이 진행되었다. 그의 이탈리아인 재상인 스퀼라체 후작(Marques de Squillace)의 개혁 조치에 1766년 마드리드에서 대규모 폭동이 벌어졌다. 폭도들은 마드리드에서 스퀼라체 후작이 만든 새로 설치한 가로등을 파괴했다. 이 폭동으로 스퀼라체는 이탈리아로 쫓겨가고 카를로스 3세의 개혁 조치에 큰 타격을 입혔다. 카를로스 3세는 이 폭동이 예수회의 음모로 보고 예수회를 추방하고 종교재판소를 억압했다.

## 포르투갈의 계몽주의
리스본 대지진 이후 재건을 이끈 폼발 후작은 과거 해양 개척을 선도했던 나라의 위상을 되찾기 위해 노력했다. 폼발 후작은 1750년 남미에서 자신들만의 왕국을 꾸리고 국왕 주제 1세를 암살하려해 사회적으로 물의를 빚은 예수회를 추방시키는 등 여러 개혁에 앞장섰다. 예수회가 남미에서 자신들만의 왕국을 꾸미고 국왕 부럽지 않은 생활을 누린다는 사실은 훗날 볼테르의 소설 캉디드의 소재가 되기도 했다.

## 계몽주의의 영향
계몽주의는 전제와 억압을 거부하며 현대의 민주주의, 인권과 시민의 자유에 대한 제도적 보장, 세속주의와 종교적 다양성, 개인의 윤리적 자율성, 과학적 태도 견지 등에 큰 영향을 미쳤다. 계몽주의는 세상을 좀 더 나은 곳으로 바꿀 수 있다는 믿음에 입각한 운동이었다. 계몽주의는 사상과 행동 그리고 진보를 가로막는 정통 사상과 권위를 깨부수는 것을 목표로 삼았고 이러한 진보적 태도는 프랑스 혁명의 정신적 토대가 되었다.
훗날 에밀 졸라 등 프랑스의 지식인들의 사상 등에도 큰 영향을 미쳤다.
또 계몽주의는 전통적인 로마 가톨릭 교리에서 벗어난 자유주의 신학에 영향을 주었으며, '하나님의 책'(The Book of God)이라고 불리던 성서에 대한 자유로운 비평의 토양이 되었다.

## 대표적 계몽사상가
- 토머스 홉스 (1588년 ~ 1679년)
- 존 로크 (1632년 - 1704년)
- 샤를 드 몽테스키외 (1689년 ~ 1755년)
- 볼테르 (1694년 ~ 1778년)
- 장자크 루소 (1712년 ~ 1778년)
- 드니 디드로 (1713년 ~ 1784년)
- 장 르 롱 달랑베르 (1717년 ~ 1783년)
- 임마누엘 칸트 (1724년 ~ 1804년)
- 니콜라 드 콩도르세 (1743년 ~ 1794년)
- 게오르크 빌헬름 프리드리히 헤겔 (1770년 ~ 1832년)

## 같이 보기
- 하스칼라
- 로버트 단턴
- 대니얼 로치
- 피터 게이
- 로제 샤르티에

## 참고 문헌
- 이영수(1992.12). 젊은 괴테와 계몽주의. 『독일학연구』, 8, 63-75.
- Heinrich Haerkotter, Deutsche Literaturgeschichte, 1962.
- 이 문서에는 다음커뮤니케이션(현 카카오)에서 GFDL 또는 CC-SA 라이선스로 배포한 글로벌 세계대백과사전의 내용을 기초로 작성된 글이 포함되어 있습니다.